# 삼성 라이온즈
삼성 라이온즈(Samsung Lions)는 대한민국의 대구광역시를 연고지로 하는 KBO 소속 프로 야구 팀이다. 법적으로는 주식회사이며, 제일기획의 자회사이다. 홈구장은 대구 삼성 라이온즈 파크이고, 제2홈구장은 포항야구장이다. 자회사로는 서울특별시 서초구에 위치한 삼성 레포츠 센터가 있다.

## 역사
1982년 2월 3일 대구·경상북도를 연고지로 창단되었으며, 초대 사장 겸 단장은 이수빈, 감독은 서영무, 구단주는 이건희였다.
창단에서부터 이건희 초대 구단주의 영향력이 막강했기에 흔히 구단주가 바뀌지 않았을 것이란 인상이 강하지만, 실제로는 1995년부터 구단주 대행 체제로 운영되어 여러 번 구단주 대행이 교체되다가 2002년 현명관 구단주가 정식 취임하였다. 그 후 2003년부터 2017년까지 이수빈 초대 사장이 구단주를 맡았다. 2018년부터 2019년까지는 임대기가 대표이사 겸 구단주를 맡았고, 2020년부터는 원기찬 전 삼성카드 대표이사가 대표이사 겸 구단주를 맡고 있다.
1985년 전·후기 통합 우승 이후 한국시리즈에서는 2002년에 처음으로 우승했다. 2004년 시즌 종료 후 같은 해 11월 9일에 김응용 감독을 제10대 구단 사장으로, 선동열 수석 코치를 감독으로 승진 발령했다. 이후 2005년, 2006년에 2년 연속 한국시리즈 우승을 차지했다.
2010 시즌이 끝난 후 24년 동안 선수와 코치로 줄곧 삼성 라이온즈의 유니폼을 입었던 류중일 감독이 부임하여 2011 정규 시즌과 한국시리즈 우승으로 V5를 달성했고, 이후 한국 챔피언 자격으로 출전한 2011년 아시아 시리즈에서 일본 챔피언 후쿠오카 소프트뱅크 호크스를 꺾고 대한민국 팀 최초로 아시아 시리즈 우승을 달성하였다. 2011년 정규 시즌, 한국시리즈, 아시아 시리즈 우승으로 국내 최초로 트리플 크라운을 이룬 팀이 되었다. 2012년에 오릭스 버펄로스에서 뛰었던 이승엽이 친정 구단인 삼성 라이온즈에 다시 복귀하여 영구 결번이었던 등번호 36번이 다시 부활하게 되었다. 이승엽이 복귀한 뒤 정규 시즌 1위를 달성하며 한국시리즈에 진출하였고 한국시리즈에서 SK를 꺾고 V6을 달성하였다. 비록 아시아 시리즈에서는 예선 탈락을 했지만 2013년 다시 한 번 우승하면서 통합 3연패를 이루고, V7을 달성하였다. 한국시리즈에서 1승 3패로 뒤지고 있었지만, 내리 3연승을 하며 7차전 승부 끝에 역전 우승극을 이뤄냈다. 2014년 역시 정규 시즌 1위를 달성하여 5년 연속 한국시리즈에 진출하였으며, 6차전에서 넥센을 11대 1로 이기면서 또 다시 우승하여 사상 첫 통합 4연패를 이룸과 동시에 V8을 달성하였다. 이후 2015년에도 정규 시즌 1위를 차지하며 6년 연속 한국시리즈 진출을 달성했지만 한국시리즈 직전 원정도박 혐의로 윤성환, 안지만, 임창용이 엔트리에서 제외되었고, 결국 한국시리즈 우승을 두산에게 내주며 통합 5연패가 좌절되었다. 2016년 팀 최초로 9위를 기록한 후 류중일 감독이 계약 기간 만료로 물러나고 후임으로 김한수가 새 감독으로 신임되었다. 하지만 김한수 부임 첫 해인 2017년에 2년 연속 9위라는 처참한 성적을 냈다. 그러나 다음 해인 2018년에는 가을야구 진출에는 실패했으나 끝까지 가을야구 경쟁을 펼치는 좋은 모습을 보여주었다. 2018년에 최종적으로 6위를 기록했다. 2019년 시즌 후, 김한수는 계약 기간 만료로 물러나고 전력분석 팀장이었던 허삼영이 새로운 감독으로 신임되었다.
이후 2020년에도 8위를 기록했고 2021년에는 정규시즌 2위로 플레이오프에 진출했으나 두산에 2연패로 탈락했다.
주요 기록으로는 역대 최다 정규 시즌 우승을 비롯해 최초로 팀 2500승 달성, 통산 승률 1위(0.549), 시즌 최고 승률(85년 0.706) 등등 각종 프로 야구 구단 최고 기록들을 가지고 있으며, 프로 야구 구단 중 유일하게 정규 시즌 10등을 기록한 적이 없다. 창단 이래 거둔 최하위 성적은 2016년과 2017년 정규시즌에서 기록한 9위다.

## 연표

### 1980년대
- 1982년

- 3월 27일, 프로 야구 개막전 참가
- 10월 2일, 정규 시즌 후기 리그 우승
- 10월 12일, 한국 시리즈 준우승 (1승 1무 4패)
- 1984년

- 6월 13일, 정규 시즌 전기 리그 우승
- 10월 9일, 한국 시리즈 준우승 (3승 4패)
- 1985년

- 6월 12일, 정규 시즌 전기 리그 우승
- 7월 14일, 팀 통산 200승 달성 (역대 첫 번째)
- 9월 16일, 정규 시즌 후기 우승
- 9월 18일, 전·후기 통합 우승
- 1986년

- 6월 14일, 16연승 기록 수립
- 9월 2일, 이만수 최초 개인 통산 100호 홈런 달성
- 9월 12일, 팀 통산 300승 달성 (역대 첫 번째)
- 6월 12일, 정규 시즌 전기 리그 우승
- 10월 25일, 한국 시리즈 준우승 (1승 4패)
- 1987년

- 5월 16일, 첫 2군 경기 (대구 OB 전)
- 10월 3일, 김시진, 개인 통산 100승 달성 (역대 첫 번째)(당시 87선발승)(최초 100선발승은 본인(김시진)이 롯데 시절이던 1990년 4월 25일 OB전에서 완봉승으로 기록)
- 10월 5일, 정규 시즌 전·후기 리그 우승
- 10월 25일, 한국 시리즈 준우승 (4패)
- 1988년

- 7월 23일 400승 달성 (역대 첫 번째)
- 9월 6일, 준플레이오프 진출 (3패, 최종 순위 4위)
- 11월 22일, 김시진, 허규옥, 오대석, 전용권, 최동원, 오명록, 김성현 (이상, 롯데 자이언츠) 트레이드
- 12월 20일, 장효조, 김용철, 장태수, 이문한 (이상, 롯데 자이언츠) 트레이드
- 1989년

- 4월 8일, 단일 리그 시작
- 7월 16일, 이만수 프로 통산 최초 150홈런, 500타점 달성
- 9월 28일, 준플레이오프 진출 (1승 2패, 최종 순위 4위)
- 10월 2일, 권영호 최초 개인 통산 100세이브 달성

### 1990년대
- 1990년

- 6월 3일, 통산 500승 달성 (역대 첫 번째)
- 10월 28일, 한국 시리즈 준우승 (4패)
- 11월 6일, 제6대 김성근 감독 취임
- 1991년

- 7월 8일, 팀 통산 5,000득점 달성 (역대 첫 번째)
- 9월 29일, 플레이오프 진출 (1승 3패, 최종 순위 3위)
- 1992년

- 4월 19일, 팀 통산 1만 안타 달성
- 9월 28일, 준플레이오프 진출 (2패, 최종 순위 4위)
- 10월 5일, 제7대 우용득 감독 취임
- 1993년

- 9월 9일, 홈 구장 시즌 관중 50만 최초 돌파
- 10월 26일, 정규 시즌 2위, 한국 시리즈 준우승 (2승 1무 4패, 최종 순위 2위)
- 1994년

- 8월 7일, 팀 통산 800승 달성 (역대 첫 번째)
- 1995년

- 9월 20일, 홈 구장 최다 관중 동원 (623,970명) (홈경기 63경기중 37경기 만원)
- 10월 7일, 제8대 백인천 감독 취임
- 1996년

- 7월 20일, 팀 통산 15,000안타 달성 (역대 첫 번째)
- 1997년

- 10월 6일, 정규 시즌 4위, 플레이오프 진출. (2승 3패, 최종 순위 3위)
- 11월 1일, 제9대 서정환 감독 취임
- 1998년

- 4월 16일, 조계현, 개인 통산 100선발승 달성(역대 4번째)
- 4월 22일, 팀 통산 1000승 달성 (역대 2번째)
- 10월 15일, 정규 시즌 2위, 플레이오프 진출 (1승 3패, 최종 순위 3위)
- 1999년

- 4월 3일, 양대 리그 시작 (드림 리그, 매직 리그)
- 10월, 매직 리그 우승 (73승 2무 57패), 플레이오프 진출 (3승 4패)

### 2000년대
- 2000년

- 4월 20일, 팀 통산 2,000홈런 달성 (역대 첫 번째)
- 10월 17일, 플레이오프 진출 (4패)
- 10월 30일, 제11대 김응용 감독 취임
- 2001년

- 4월 5일, 단일 리그 재시작
- 10월 3일, 정규 시즌 우승 (81승 52패)
- 10월 28일, 한국 시리즈 준우승 (2승 4패, 최종 순위 2위)
- 2002년

- 10월, 정규 시즌 우승 (82승 4무 47패)
- 11월 10일, 한국 시리즈 첫 우승 (4승 2패)
- 2003년

- 6월 22일, 이승엽 세계 최연소 300홈런 달성 (26세 10개월 4일)
- 10월 2일, 이승엽 아시아 단일 시즌 홈런 신기록 달성 (56호)
- 10월 2일, 정규 시즌 3위 (76승 4무 53패)
- 10월 5일, 준플레이오프 (2패, 최종 순위 4위)
- 2004년

- 10월 5일, 정규 시즌 2위 (73승 8무 52패)
- 10월 17일, 한국 시리즈 진출 (2승 3무 4패, 최종 순위 2위)
- 11월 9일, 김응용 감독, 사장 승진 발표 및 선동열 제12대 감독 취임
- 12월 1일, 김응용 사장 취임
- 2005년

- 6월 2일, 김현욱 은퇴식
- 6월 25일, 양준혁 통산 최다 안타 신기록 달성 (문학 SK전, 종전 장종훈 1,771개)
- 9월 22일, 정규 시즌 우승 (74승 4무 48패)
- 10월 19일, 한국 시리즈 우승 (4승)
- 2006년

- 2월 1일, 2006년도 캐치프레이즈 발표 팬과 함께 만드는 라이온즈의 신화! 2006 V4!
- 3월 29일, 강동우 - 김창희, 강봉규 (이상 두산) 트레이드
- 5월 16일, 양준혁 통산 최다 타점 신기록 달성 (대구 두산전, 종전 장종훈 1,145개)
- 7월 12일, 조현근(두산) - 김덕윤(삼성) 트레이드
- 9월 29일, 정규 시즌 우승 (73승 3무 50패)
- 10월 1일, 오승환 아시아 단일 시즌 최다 세이브 신기록 달성 (수원 현대전, 종전 46개 이와세 히토키(주니치))
- 10월 29일, 한국 시리즈 우승 (4승 1무 1패)
- 11월 21일, 강영식 - 신명철 (롯데) 트레이드
- 2007년

- 1월 11일, 2007년도 캐치프레이즈 발표 환희와 감동! 신화는 계속된다! 2007 V5!
- 4월 5일, 해외진출선수 특별지명회의를 통하여 채태인 영입
- 6월 9일, 양준혁 통산 2,000안타 달성 (잠실 두산전)
- 8월 14일, 서머 리그 우승 (14승 6패)
- 9월 18일, 오승환 최소 경기 (180경기), 최소 시즌 (3년) 100세이브
- 10월 1일, 11년 연속 포스트시즌 진출 확정
- 10월 6일, 정규 시즌 4위
- 10월 12일, 준플레이오프 진출 (1승 2패, 최종 순위 3위)
- 2008년

- 1월 7일, 구단 엠블렘 및 유니폼 교체
- 1월 8일, 구단 캐치프레이즈 확정 WITH FANS, WITH PASSION, GO V5!
- 1월 14일, 유용목 - 손지환(KIA) 트레이드
- 6월 1일, 2009년 1차 지명 김상수 결정
- 9월 28일, 12년 연속 포스트시즌 진출 확정
- 10월 5일, 정규 시즌 4위
- 10월 16일, 플레이오프 진출 (2승 4패, 최종 순위 3위)
- 2009년

- 7월 16일, 지승민 - 채상병(두산) 트레이드
- 9월 27일, 정규 시즌 5위, 13년 만에 포스트시즌 진출 실패
- 9월 29일, 선동열 감독 재계약 체결
- 11월 24일, 오치아이 투수 코치 영입

### 2010년대
- 2010년

- 1월, 구단 캐치프레이즈 확정 NEW BEGINNING
- 4월 10일, 김재걸 은퇴식 (대구 KIA전)
- 7월 7일, 선동열 감독 취임 후 최다 12연승 달성(문학 SK 전)
- 7월 17일, 박한이 역대 56번째 1200경기 출장
- 7월 24일, 프로야구 올스타전 대구구장에서 개최 (권혁, 양준혁, 장원삼, 조동찬, 진갑용, 차우찬 참가)
- 8월 8일, 선동열 감독, 프로 10번째 감독 400승 달성
- 8월 21일, 박한이 역대 4번째 10년 연속 세 자릿수 안타 (광주 KIA전)
- 9월 4일, 불펜의 53연승 행진 마감 (사직 롯데전)
- 9월 19일, 양준혁 은퇴식 및 영구 결번 선포 (대구 SK 전)
- 9월, 정규 시즌 2위
- 10월 13일, 한국 시리즈 진출 (4패, 최종 순위 2위)
- 김성래 (오릭스 코치 연수) 타격 코치, 성준 (한화) 투수 코치 영입, 김현욱 (요미우리 코치 연수) 트레이닝 코치
- 12월 7일, 김응용 사장 퇴임, 김인 사장 취임
- 12월 30일, 선동열 감독 사퇴, 류중일 제13대 감독 취임
- 2011년

- 1월 5일, 2011년 구단 캐치프레이즈 발표 Yes, We Can! go! go! go!
- 1월 5일, 선동열 제12대 감독 이임식 및 류중일 제13대 감독 취임식
- 6월 22일, 박석민의 1,2회 연타석 홈런을 비롯 강명구의 우익수 오른쪽 2루타와 모상기의 좌중간, 좌익수 왼쪽 2루타, 박한이의 우익수 오른쪽 2루타, 손주인의 3,4회 좌중간 2루타, 최형우의 우중간 2루타 등 총 22안타를 때려내며 시즌 최다 안타 기록을 경신하였다. (대구 한화 전) (종전 KIA, 롯데 각 21안타)
- 6월 28일, 10회 연장 승부 끝에 김상수의 역전 2루타로 808일(5년)만에 처음으로 정규 시즌 1위에 올랐다. (잠실 LG 전)
- 8월 2일, 5:3으로 앞서고 있던 9회 초 마무리 투수로 등판한 오승환이 지석훈과 장기영, 유한준을 차례로 뜬공과 삼진 처리하며 역대 최소 경기 30세이브 타이 기록을 달성하였다. (대구 넥센 전)
- 8월 10일, 강기웅 2군 타격코치, 권영호 (영남대 감독), 박석진 (야쿠르트 2군 투수 코치) 스카우트 영입.
- 8월 12일, 6:3으로 앞서고 있던 8회 초 2아웃, 마무리 투수로 등판한 오승환이 1⅓이닝동안 안치홍, 김상훈을 삼진, 이종범과 이현곤을 각각 3루수 땅볼과 1루수 직선타 처리하며 김용수 (LG), 구대성 (한화)에 이은 역대 3번째 200세이브 달성 및 역대 최소 경기 (334경기), 최연소 (29세 28일) 세이브 세계 신기록을 달성하였다. (대구 KIA 전)
(종전 최연소 : 구대성 37세 11개월 12일 / 최소 경기 : 구대성 432경기 / 세계 기록 : NPB 사사키 가즈히로 370경기, MLB 조너선 파펠본 359경기)
- 9월 11일, 한국프로야구 최초로 팀 통산 2,000승을 달성하였다. (대구 LG전)
- 9월 27일, 정규 시즌 우승 (79승 50패 4무, 잠실 두산전)
- 10월 31일, 한국 시리즈 우승 (4승 1패)
- 11월 29일, 아시아 시리즈 우승 (삼성 라이온즈 5 - 3 후쿠오카 소프트뱅크 호크스)
- 황병일 (KIA 수석 코치), 장재중 (KIA 배터리 코치), 세리자와 (SK 배터리 코치), 김태균 (SK 수비 코치), 이철성 (SK 수비·주루 코치) 영입
- 12월 5일, 이승엽 복귀
- 2012년

- 1월 9일, 2012년 구단 캐치프레이즈 발표 Yes, One more time!
- 8월 14일 ~ 8월 16일, 제2홈구장인 포항야구장에서 열렸다.
- 10월 1일, 정규 시즌 우승 (80승 2무 51패, 잠실 LG전)
- 11월 1일, 한국 시리즈 우승 (4승 2패)
- 12월 14일, LG 트윈스와 구단 간 최초로 트레이드를 단행 (현재윤, 김효남, 손주인 ↔ 김태완, 정병곤, 노진용 (LG))
- 조범현 (전 KIA 감독), 카도쿠라 켄 (전 SK, 삼성 라이온즈 투수) 인스트럭터로 영입
- 2013년

- 1월, 2013년 구단 캐치프레이즈 발표 Yes, keep going!!!
- 4월 26일, 윤성환이 데뷔 232경기이자 10년만에 첫 완봉승을 기록하였다.
- 5월 4일, 배영수가 6이닝 5피안타 2실점으로 선발승을 거두어 개인통산 12번째 100선발승에 도달했다.
- 6월 20일, 이승엽이 개인통산 352호 홈런을 기록하여 기존 양준혁의 기록(351개)을 넘어섰다.
- 7월 5일, 이승엽이 역대 8번째로 1,000득점을 기록하였다.
- 7월 13일, 정현이 프로 데뷔 첫 홈런을 기록하였다.
- 8월 8일, 배영수가 개인 통산 112승(106선발승)을 기록하면서 김시진의 삼성 프랜차이즈 투수 최다 승수기록(111승)(96선발승)을 넘어섰다.
- 8월 17일, 안지만이 우완 투수 최초로 100홀드 달성
- 8월 28일, 이승엽이 개인 통산 3,000루타를 기록하였다. (역대 6번째)
- 9월 13일, 이승엽이 개인 통산 1,100타점을 기록했다. (역대 3번째)
- 9월 19일, 박한이가 역대 2번째 13년 연속 100안타 기록을 세웠다.
- 9월 23일, 차우찬이 10승을 기록함으로써 14년만에 토종 선발투수 4명이 10승을 기록하였다.
- 10월 2일, 정규 시즌 우승 (75승 2무 51패, 사직 롯데전), KBO 최초 3년 연속 정규 시즌 우승
- 11월 1일, 한국 시리즈 우승 (4승 3패), KBO 최초 3년 연속 통합 우승
- 조진호 (대전고 야구부 코치), 김평호 (KIA 3군 전력코치), 박정환 (삼성 배터리코치) 영입.
- 2014년

- 1월, 구단 캐치프레이즈 확정 Together, RE:Start! BE Legend!
- 3월 26일, 임창용이 국내 복귀에 합의하며 삼성 라이온즈로 돌아왔다.
- 3월 30일, 나바로가 송은범을 상대로 프로 데뷔 첫 홈런을 기록하였다. (대구 KIA전)
- 5월 4일, 4:3으로 앞서고 있던 9회 초 마무리 투수로 등판한 임창용이 손시헌과 박정준, 오정복을 차례로 중견수 플라이 아웃과 2루수 땅볼 처리하며 한·일 통산 300세이브 기록을 달성하였다. (대구 NC전)
- 5월 8일, 0:0이던 5회 무사 1루에서 최형우가 채병용을 상대로 2점 홈런을 쳐내며 팀 통산 3800번째 홈런을 기록하였다. (역대 첫 번째, 문학 SK전)
- 5월 27일, 4:3으로 앞서고 있던 9회 말, 정의윤의 끝내기 안타(2타점)로 2012년 5월 24일부터 이어오던 7회 리드시 144연승 기록이 중단되었다. (잠실 LG전)
- 6월 8일, 팀 통산 2200승을 달성하였다. (역대 첫 번째, 대전 한화전)
- 6월 13일, 2:2던 7회말, 투수 니퍼트를 상대로 최형우와 박석민이 각각 시즌 16호와 14호 홈런을 연속으로 때려내며 시즌 21호이자 통산 757호 백투백 홈런을 기록하였다. 이 홈런으로 최형우와 박석민은 현역 선수 중 최다 연속 타자 홈런 기록을 갖게되었다. (대구 두산전) (종전 넥센 이택근, 박병호 6개)
- 6월 17일, 이승엽이 각각 2회와 4회, 5회초 공격에서 채병용과 전유수를 상대로 개인 통산 세 번째이자 역대 34번째 3연타석 홈런을 기록하였다. (문학 SK전)
- 6월 22일, 나바로가 20일 마산 NC 전 7회부터(21일 경기는 우천으로 취소) 22일 마산 NC전 3회까지 4연타석 홈런을 기록하였다. 이는 박경완(당시 현대, 2000년 5월 19일 대전 한화전)에 이은 역대 두 번째 기록이다.
- 6월 25일, 배영수가 9이닝 5피안타(2홈런) 7탈삼진 2실점으로 2005년 4월 2일, 대구 롯데전 이후 3371일만에 완투승을 거둠과 동시에 개인통산 120승째를 달성하였다. (대구 넥센 전)
- 8월 5일, 박한이가 2:0으로 앞서고 있던 3회초 공격에서 두 번째 타석에 들어서 좌익수 앞 2루타를 쳐내며 개인 통산 2400루타를 달성하였다. (역대 24번째) 또한 5:0으로 앞서고 있던 4회초 공격에서 이태양을 상대로 시즌 4호이자 데뷔 14년만의 개인 통산 100호 홈런을 때려내기도 하였다. (역대 68번째) (청주 한화전)
- 8월 5일, 이승엽이 3:2로 앞서고 있던 3회말 공격에서 유먼을 상대로 우전 안타를 쳐내며 개인 통산 3200루타를 달성하였다. (역대 두 번째, 대구 롯데전)
- 8월 11일, 이승엽이 0:1로 뒤지고 있던 2회초 공격에서 소사를 상대로 우중간 2점 홈런을 때려내며 시즌 25호이자, 팀 통산 3900홈런을 달성하였다. (역대 첫 번째, 목동 넥센전)
- 10월 15일, 정규 시즌 우승 (78승 3무 47패, 대구 LG전), KBO 최초 4년 연속 정규 시즌 우승
- 11월 11일, 한국 시리즈 우승 (4승 2패), KBO 최초 4년 연속 통합 우승
- 2015년

- 1월, 구단 캐치프레이즈 발표 Together, Good to Great!
- 3월 31일 임창용이 프로 통산 2번째 100승 200세이브, 역대 4번째 200세이브를 달성하였다 KT 위즈전 (수원) (100승 200세이브는 김용수 다음으로 역대 2번째로 달성하였다.)
- 4월 3일, 이승엽이 7회초 세 번째 타석에서 소사에게서 좌전 안타를 쳐내며 개인 통산 3300루타를 달성하였다. 역대 2번째. (잠실 LG 전)
- 4월 7일, 장원삼이 선발 투수로 등판해 6.1이닝 동안 3안타 1홈런 3볼넷 6탈삼진 1실점으로 호투하며 시즌 첫 승과 동시에 개인 통산 100승을 달성하였다. 역대 24번째 100승이자 좌완투수로서는 2번째 기록이다. (대구 롯데 전)
- 4월 9일, 김상수가 0:1로 앞서고 있던 2회말 공격에서 선발 투수 레일리를 상대로 시즌 1호 홈런을 쳐내며 팀 통산 3700안타를 달성하였다. 역대 첫 번째. (대구 롯데전)
- 4월 11일, 박한이가 5회말 세 번째 타석에서 선발 투수 문경찬에게 2루타를 쳐내며 개인 통산 2500루타를 달성하였다. 역대 24번째. (대구 KIA 전)
- 4월 18일, 장원삼이 6이닝 2피안타 1실점으로 선발승을 거두어 개인통산 13번째 100선발승에 도달했다.
- 5월 20일, 24안타 9사사구 25득점으로 시즌 최다 안타와 최다 득점을 기록하였다. 25득점은 1997년 5월 4일, 삼성이 대구에서 LG를 상대로 기록한 27득점에 이은 역대 두 번째 기록이다. 또한 선발 전원 안타 및 득점으로 42루타를 더해 역대 첫 번째 팀 통산 57000루타의 기록도 남기게되었다. (잠실 두산 전)
- 5월 21일, 구자욱이 4:1로 앞서고 있던 7회초 공격에서 상대 투수 윤명준을 상대로 2점 홈런을 쳐내며 시즌 6호이자 팀 통산 4000홈런을 달성하였다. 역대 첫 번째. (잠실 두산 전)
- 6월 2일, 안지만이 포항 롯데전에서 KBO 리그 최초 개인 통산 150홀드 기록했다.
- 6월 3일, 이승엽이 포항 롯데전에서 KBO 리그 최초 개인 통산 400홈런을 달성했다. 한일 통산으로는 559홈런이다.
- 8월 12일, 임창용이 LG 트윈스와의 원정경기에서 세이브를 기록하며, KBO 리그 최초로 팀 통산 1100세이브를 달성했다.
- 8월 16일, 임창용이 한화 이글스와의 홈경기에서 세이브를 기록하며, 한일 통산 350세이브를 달성했다.
- 8월 30일, 최형우가 LG 트윈스와의 원정경기에서 이동현을 상대로 2점 홈런을 쳐내며 개인 통산 200홈런을 달성하였다. 역대 22번째.
- 10월 3일, 정규 시즌 우승 (88승 56패, 목동 넥센전), KBO 최초 5년 연속 정규 시즌 우승
- 10월 5일, KIA 타이거즈와의 광주 경기에서 6-4으로 승리를 거두면서 장원삼의 4년 연속 10승과 KBO리그 최초 선발 투수 전원 10선발승을 기록하였고, 안지만이 37홀드를 기록하면서 통산 최다 홀드를, 임창용이 33세이브를 기록하면서 역대 최고령 세이브왕 기록을 늘렸다. 또 류중일 감독은 이날 승리로 666경기만에 400승을 달성하면서 최소 경기 400승을 달성하였다.
- 10월 31일, 한국 시리즈 준우승 (1승 4패), 5년 연속 통합 우승 실패
- 2016년

- 1월 1일 모기업이 삼성그룹에서 계열사 중 하나인 제일기획으로 변경되었다.
- 1월, 구단 캐치프레이즈 발표 YES, BEGIN AGAIN!
- 3월 22일, 넥센 히어로즈와 1:1 트레이드를 단행하였다.(채태인 ↔ 김대우)
- 7월 20일, 투수 안지만이 불법 스포츠 도박 사이트 개설 혐의로 검찰에 기소되어 구단에서 방출되었다.
- 10월 8일, 정규 시즌 9위
- 10월 15일, 류중일 계약만료로 사임, 김한수 제 14대 감독 취임.
- 2017년

- 1월, 구단 캐치프레이즈 발표 Pride! We're Samsung Lions
- 4월, 구단 역대 최악의 성적 4승 2무 20패 (승률 0.154) 기록하였다. (이는 KBO.리그 출범 이후 역대 최악의 개막 이후 한 달 성적, 종전기록 : 삼미 슈퍼스타즈 9승 23패 승률 0.281 (개막 32경기 기준))
- 4월 2일, 윤성환이 6이닝 7피안타 2자책점으로 선발승을 거두어 역대 개인통산 16번째 100선발승 투수가 됐다.
- 5월, 시즌 첫 위닝시리즈과 첫 스윕승을 기록하였다. (위닝시리즈 : 16일~18일, 문학 SK 전, 스윕승 : 19일~21일, 대전 한화 전)
- 5월 21일, 한화 전, 3회 말에서 삼성의 윤성환이 김태균의 유니폼을 스친 상황에서 김태균이 신경질적인 반응을 보여 벤치클리어링 발생, 이후 로사리오가 타석에 서고 윤성환이 공을 뿌린 후에 공이 로사리오에게 맞춤으로서 두 번째 벤치클리어링이 발생을 하였다. 이때, 두 팀간의 분위기가 험악해 지면서 결국 주먹질이 오가고, 결국 심판진은 두 선발투수 윤성환과 비야누에바와 가담을 했던 페트릭과 정현석, 총 4명이 퇴장을 당하였으며 사상 초유의 두 선발투수 동시 퇴장이라는 불명예를 떠 안았다. 그후, 정리가 된 이후 삼성은 어쩔 수 없이 김승현을 마운드에 올렸으나 사구를 기록, 심판진은 고의성 유무에 없이 김승현을 퇴장 시키므로써 한경기에 총 5명의 선수가 퇴장 당했다. 7회 초, 이승엽이 홈런을 기록 함으로써 KBO 리그 개인 통산 첫 450호 홈런을 기록하였다.
- 7월 15일, KBO 올스타전 대구삼성라이온즈파크에서 개최 (구자욱, 이승엽, 심창민, 이원석, 장필준 참가)
- 10월 3일, 정규 시즌 9위, 구단 역대 최저 승률 (0.396)
- 10월 3일, 이승엽 은퇴식 및 영구결번 선포, 이승엽 그래피티 공개 (대구 넥센 전)
- 12월 18일, 임대기 구단주 겸 대표이사 사장 내정
- 2018년

- 1월, 구단 캐치프레이즈 발표 NEW BLUE! NEW LIONS!
- 3월 24일, 아시안게임 영향으로 일정을 앞당겨 3월 24일 개막된 2018 KBO 리그, 양창섭 구단 최초 고졸신인 선발승 (역대 6번째)
- 10월 12일, 정규 시즌 6위
- 2019년

- 9월 29일, 정규 시즌 8위
- 9월 30일, 허삼영 제15대 감독 취임

### 2020년대
- 2020년

- 3월 20일, 원기찬 구단주 겸 대표이사 사장 내정
- 2021년

- 10월 19일, 6년 만에 포스트시즌 진출 확정
- 10월 31일, 타이브레이크에서 kt wiz에게 패배, 플레이오프 직행
- 11월 10일. 플레이오프 탈락
- 2024년

## 역대 성적

### 정규 시즌
lor="#cccccc"

| 연도 | 순위          | 경기수 | 승   | 무  | 패   | 승률  | 타율                                    | 안타                                    | 홈런                                    | 도루                                    | 득점                                    | 실점                                    | 평균자책점                              | 기타                                       |
| ---- | ------------- | ------ | ---- | --- | ---- | ----- | --------------------------------------- | --------------------------------------- | --------------------------------------- | --------------------------------------- | --------------------------------------- | --------------------------------------- | --------------------------------------- | ------------------------------------------ |
| 1982 | 전기 2 후기 1 | 80     | 54   | 0   | 26   | 0.675 | 0.266                                   | 705                                     | 57                                      | 147                                     | 434                                     | 257                                     | 2.70                                    | 한국시리즈 준우승                          |
| 1983 | 전기 5 후기 2 | 100    | 46   | 4   | 50   | 0.479 | 0.263                                   | 889                                     | 90                                      | 69                                      | 448                                     | 418                                     | 3.42                                    |                                            |
| 1984 | 전기 1 후기 5 | 100    | 55   | 0   | 45   | 0.550 | 0.270                                   | 889                                     | 78                                      | 74                                      | 435                                     | 379                                     | 3.35                                    | 한국시리즈 준우승                          |
| 1985 | 전기 1 후기 1 | 110    | 77   | 1   | 32   | 0.706 | 0.276                                   | 1005                                    | 97                                      | 116                                     | 552                                     | 379                                     | 2.98                                    | 전·후기 통합 우승(V1), 구단 역대 최고 승률 |
| 1986 | 전기 1 후기 4 | 108    | 70   | 1   | 37   | 0.654 | 0.276                                   | 997                                     | 74                                      | 110                                     | 475                                     | 369                                     | 2.95                                    | 한국시리즈 준우승                          |
| 1987 | 전기 1 후기 1 | 108    | 64   | 0   | 44   | 0.593 | 0.300                                   | 1120                                    | 105                                     | 101                                     | 583                                     | 427                                     | 3.58                                    | 한국시리즈 준우승                          |
| 1988 | 전기 5 후기 2 | 108    | 56   | 2   | 50   | 0.528 | 0.278                                   | 1028                                    | 85                                      | 110                                     | 516                                     | 492                                     | 4.18                                    |                                            |
| 1989 | 4             | 120    | 57   | 5   | 58   | 0.496 | 0.272                                   | 1094                                    | 96                                      | 159                                     | 580                                     | 588                                     | 4.42                                    | 단일 리그 시작                             |
| 1990 | 4             | 120    | 66   | 2   | 52   | 0.558 | 0.263                                   | 1040                                    | 131                                     | 108                                     | 597                                     | 558                                     | 4.13                                    | 한국시리즈 준우승                          |
| 1991 | 3             | 126    | 70   | 1   | 55   | 0.560 | 0.272                                   | 1138                                    | 108                                     | 126                                     | 639                                     | 579                                     | 4.23                                    |                                            |
| 1992 | 4             | 126    | 67   | 2   | 57   | 0.540 | 0.265                                   | 1128                                    | 124                                     | 127                                     | 633                                     | 636                                     | 4.55                                    |                                            |
| 1993 | 2             | 126    | 73   | 5   | 48   | 0.599 | 0.271                                   | 1154                                    | 133                                     | 102                                     | 615                                     | 433                                     | 2.95                                    | 한국시리즈 준우승                          |
| 1994 | 5             | 126    | 60   | 2   | 64   | 0.484 | 0.260                                   | 1081                                    | 106                                     | 120                                     | 541                                     | 499                                     | 3.47                                    |                                            |
| 1995 | 5             | 126    | 60   | 6   | 60   | 0.500 | 0.250                                   | 1047                                    | 94                                      | 100                                     | 558                                     | 555                                     | 3.90                                    |                                            |
| 1996 | 6             | 126    | 54   | 5   | 67   | 0.448 | 0.249                                   | 1029                                    | 88                                      | 135                                     | 510                                     | 581                                     | 4.23                                    |                                            |
| 1997 | 4             | 126    | 66   | 7   | 53   | 0.552 | 0.277                                   | 1194                                    | 165                                     | 137                                     | 722                                     | 605                                     | 4.23                                    | 12년 연속 PS 진출 시작                     |
| 1998 | 3             | 126    | 66   | 2   | 58   | 0.532 | 0.268                                   | 1143                                    | 143                                     | 117                                     | 620                                     | 584                                     | 4.32                                    |                                            |
| 1999 | 매직 1        | 132    | 73   | 2   | 57   | 0.562 | 0.273                                   | 1244                                    | 207                                     | 140                                     | 748                                     | 748                                     | 5.16                                    | 양대 리그 시작                             |
| 2000 | 드림 3        | 133    | 69   | 5   | 59   | 0.539 | 0.269                                   | 1223                                    | 177                                     | 80                                      | 744                                     | 670                                     | 4.64                                    |                                            |
| 2001 | 2             | 133    | 81   | 0   | 52   | 0.609 | 0.277                                   | 1262                                    | 162                                     | 73                                      | 739                                     | 644                                     | 4.39                                    | 단일 리그 재시작, 한국시리즈 준우승        |
| 2002 | 1             | 133    | 82   | 4   | 47   | 0.636 | 0.284                                   | 1321                                    | 191                                     | 47                                      | 777                                     | 581                                     | 3.92                                    | 한국시리즈 우승(V2), 통합 우승             |
| 2003 | 4             | 133    | 76   | 4   | 53   | 0.589 | 0.284                                   | 1295                                    | 213                                     | 56                                      | 769                                     | 613                                     | 4.37                                    |                                            |
| 2004 | 2             | 133    | 73   | 8   | 52   | 0.584 | 0.269                                   | 1215                                    | 132                                     | 50                                      | 641                                     | 564                                     | 3.76                                    | 한국시리즈 준우승                          |
| 2005 | 1             | 126    | 74   | 4   | 48   | 0.607 | 0.268                                   | 1134                                    | 111                                     | 97                                      | 614                                     | 528                                     | 3.83                                    | 한국시리즈 우승(V3), 통합 우승             |
| 2006 | 1             | 126    | 73   | 3   | 50   | 0.593 | 0.255                                   | 1043                                    | 73                                      | 121                                     | 538                                     | 471                                     | 3.33                                    | 한국시리즈 우승(V4), 통합 2연패            |
| 2007 | 4             | 126    | 62   | 4   | 60   | 0.508 | 0.254                                   | 1062                                    | 86                                      | 101                                     | 497                                     | 509                                     | 3.71                                    |                                            |
| 2008 | 3             | 126    | 65   | 0   | 61   | 0.516 | 0.258                                   | 1078                                    | 92                                      | 59                                      | 557                                     | 596                                     | 4.40                                    | 12년 연속 PS 진출 달성                     |
| 2009 | 5             | 133    | 64   | 0   | 69   | 0.481 | 0.275                                   | 1224                                    | 146                                     | 125                                     | 685                                     | 700                                     | 4.98                                    | 13년 연속 PS 진출 실패                     |
| 2010 | 2             | 133    | 79   | 2   | 52   | 0.594 | 0.272                                   | 1207                                    | 118                                     | 158                                     | 681                                     | 575                                     | 3.94                                    | 한국시리즈 준우승                          |
| 2011 | 1             | 133    | 79   | 4   | 50   | 0.612 | 0.259                                   | 1150                                    | 95                                      | 158                                     | 625                                     | 513                                     | 3.35                                    | 한국시리즈 우승(V5), 통합 우승             |
| 2012 | 1             | 133    | 80   | 2   | 51   | 0.611 | 0.272                                   | 1205                                    | 89                                      | 125                                     | 628                                     | 473                                     | 3.39                                    | 한국시리즈 우승(V6), 통합 2연패            |
| 2013 | 1             | 128    | 75   | 2   | 51   | 0.595 | 0.283                                   | 1235                                    | 113                                     | 95                                      | 669                                     | 545                                     | 3.98                                    | 한국시리즈 우승(V7), 통합 3연패            |
| 2014 | 1             | 128    | 78   | 3   | 47   | 0.624 | 0.301                                   | 1345                                    | 161                                     | 161                                     | 812                                     | 621                                     | 4.52                                    | 한국시리즈 우승(V8), 통합 4연패            |
| 2015 | 2             | 144    | 88   | 0   | 56   | 0.611 | 0.302                                   | 1515                                    | 176                                     | 157                                     | 897                                     | 716                                     | 4.69                                    | 정규시즌 5연패, 한국시리즈 준우승          |
| 2016 | 9             | 144    | 65   | 1   | 78   | 0.455 | 0.293                                   | 1492                                    | 142                                     | 104                                     | 852                                     | 869                                     | 5.64                                    |                                            |
| 2017 | 9             | 144    | 55   | 5   | 84   | 0.396 | 0.279                                   | 1419                                    | 145                                     | 98                                      | 757                                     | 911                                     | 5.88                                    | 구단 역대 최저 승률                        |
| 2018 | 6             | 144    | 68   | 4   | 72   | 0.486 | 0.288                                   | 1471                                    | 146                                     | 116                                     | 776                                     | 802                                     | 5.19                                    |                                            |
| 2019 | 8             | 144    | 60   | 1   | 83   | 0.420 | 0.256                                   | 1245                                    | 122                                     | 107                                     | 622                                     | 731                                     | 4.64                                    |                                            |
| 2020 | 8             | 144    | 64   | 5   | 75   | 0.460 | 0.268                                   | 1317                                    | 129                                     | 132                                     | 699                                     | 745                                     | 4.78                                    |                                            |
| 2021 | 2             | 144    | 76   | 9   | 59   | 0.563 | 0.267                                   | 1292                                    | 133                                     | 116                                     | 712                                     | 658                                     | 4.30                                    | KT 위즈와 공동1위였으나 1위결정전에 패배   |
| 2022 | 7             | 144    | 66   | 2   | 74   | 0.563 | 0.270                                   | 1358                                    | 103                                     | 91                                      | 663                                     | 695                                     | 4.29                                    |                                            |
| 2023 | 8             | 144    | 61   | 1   | 82   | 0.427 | 0.263                                   | 1290                                    | 88                                      | 103                                     | 636                                     | 728                                     | 4.60                                    |                                            |
| 2024 | 2             | 144    | 78   | 2   | 64   | 0.549 | 0.269                                   | 1336                                    | 185                                     | 113                                     | 770                                     | 719                                     | 4.68                                    | 한국시리즈 준우승                          |
| 합계 | 43시즌        | 5491   | 2925 | 122 | 2444 | 0.545 | 정규시즌 9회 우승 / 한국시리즈 8회 우승 | 정규시즌 9회 우승 / 한국시리즈 8회 우승 | 정규시즌 9회 우승 / 한국시리즈 8회 우승 | 정규시즌 9회 우승 / 한국시리즈 8회 우승 | 정규시즌 9회 우승 / 한국시리즈 8회 우승 | 정규시즌 9회 우승 / 한국시리즈 8회 우승 | 정규시즌 9회 우승 / 한국시리즈 8회 우승 | 정규시즌 9회 우승 / 한국시리즈 8회 우승    |

### 한국시리즈
| #                      | 연도   | 감독   | 상대 팀                                 | 경기 결과                               | 우승 횟수 | 시리즈 MVP      | 주석 및 기타 |
| ---------------------- | ------ | ------ | --------------------------------------- | --------------------------------------- | --------- | --------------- | ------------ |
| 1                      | 1982년 | 서영무 | OB 베어스                               | 1승 1무 4패 (△OXXXX)                    |           |                 |              |
| 2                      | 1984년 | 김영덕 | 롯데 자이언츠                           | 3승 4패 (XOXOOXX)                       |           |                 |              |
| *                      | 1985년 | 김영덕 | 전·후기 통합 우승으로 한국시리즈 미개최 | 전·후기 통합 우승으로 한국시리즈 미개최 | V1        |                 |              |
| 3                      | 1986년 | 김영덕 | 해태 타이거즈                           | 1승 4패 (XOXXX)                         |           |                 |              |
| 4                      | 1987년 | 박영길 | 해태 타이거즈                           | 4패 (XXXX)                              |           |                 |              |
| 5                      | 1990년 | 정동진 | LG 트윈스                               | 4패 (XXXX)                              |           |                 |              |
| 6                      | 1993년 | 우용득 | 해태 타이거즈                           | 2승 1무 4패 (XO△OXXX)                   |           |                 |              |
| 7                      | 2001년 | 김응용 | 두산 베어스                             | 2승 4패 (OXXXOX)                        |           |                 |              |
| 8                      | 2002년 | 김응용 | LG 트윈스                               | 4승 2패 (OXOOXO)                        | V2        | 마해영 (내야수) |              |
| 9                      | 2004년 | 김응용 | 현대 유니콘스                           | 2승 3무 4패 (X△O△XO△XX)                 |           |                 |              |
| 10                     | 2005년 | 선동열 | 두산 베어스                             | 4승 (OOOO)                              | V3        | 오승환 (투수)   |              |
| 11                     | 2006년 | 선동열 | 한화 이글스                             | 4승 1무 1패 (OXOO△O)                    | V4        | 박진만 (내야수) |              |
| 12                     | 2010년 | 선동열 | SK 와이번스                             | 4패 (XXXX)                              |           |                 |              |
| 13                     | 2011년 | 류중일 | SK 와이번스                             | 4승 1패(OOXOO)                          | V5        | 오승환 (투수)   |              |
| 14                     | 2012년 | 류중일 | SK 와이번스                             | 4승 2패 (OOXXOO)                        | V6        | 구자욱(외야수)  |              |
| 15                     | 2013년 | 류중일 | 두산 베어스                             | 4승 3패 (XXOXOOO)                       | V7        | 박한이 (외야수) |              |
| 16                     | 2014년 | 류중일 | 넥센 히어로즈                           | 4승 2패 (XOOXOO)                        | V8        | 나바로 (내야수) |              |
| 17                     | 2015년 | 류중일 | 두산 베어스                             | 4승0패                                  |           |                 |              |
| 18                     | 2024년 | 박진만 | KIA 타이거즈                            | 1승 4패 (XXOXX)                         |           |                 |              |
| 한국시리즈 총 8회 우승 |        |        |                                         |                                         |           |                 |              |

## 선수단

### 역대 감독
삼성 라이온즈의 창단 감독은 서영무였으며, 현 감독은 박진만이다. 최장 기간 지휘봉을 맡은 감독은 12대인 선동열이다. 그는 2005년부터 2010년까지 6시즌 동안 한국 시리즈에서 두 차례 우승하며 정규 시즌 417승 13무 340패를 기록했다.

### 역대 선발진

#### 1군
| 연도 | 1선발    | 2선발    | 3선발    | 4선발           | 5선발           |
| ---- | -------- | -------- | -------- | --------------- | --------------- |
| 1982 | 황규봉   | 권영호   | 이선희   | 성낙수          | 박영진          |
| 1983 | 김시진   | 양일환   | 권영호   | 황규봉          | 이선희          |
| 1984 | 김일융   | 김시진   | 권영호   | 양일환          | 이선희          |
| 1985 | 김시진   | 김일융   | 황규봉   | 권영호          | 진동한          |
| 1986 | 김시진   | 성준     | 김일융   | 양일환          | 황규봉          |
| 1987 | 김시진   | 진동한   | 양일환   | 성준            | 김기태          |
| 1988 | 김성길   | 성준     | 김훈기   | 김시진          | 진동한          |
| 1989 | 김성길   | 유명선   | 성준     | 김훈기          | 양일환          |
| 1990 | 김상엽   | 김성길   | 이태일   | 유명선          | 최동원          |
| 1991 | 성준     | 유명선   | 이태일   | 박용준          | 김상엽          |
| 1992 | 이태일   | 성준     | 김인철   | 유명선          | 김성길          |
| 1993 | 성준     | 김상엽   | 박충식   | 김태한          | 유명선          |
| 1994 | 박충식   | 김태한   | 성준     | 이태일          | 곽채진          |
| 1995 | 김상엽   | 박충식   | 성준     | 박석진          | 최한경          |
| 1996 | 최창양   | 김인철   | 성준     | 최재호          | 김태한          |
| 1997 | 김상엽   | 박충식   | 성준     | 최창양          | 전병호          |
| 1998 | 박충식   | 베이커   | 성준     | 조계현          | 김상엽          |
| 1999 | 노장진   | 김상진   | 김진웅   | 정현욱          | 이상훈          |
| 2000 | 노장진   | 김진웅   | 김상진   | 이용훈          | 최창양          |
| 2001 | 임창용   | 갈베스   | 배영수   | 노장진          | 이용훈          |
| 2002 | 임창용   | 엘비라   | 강영식   | 배영수          | 패트릭          |
| 2003 | 임창용   | 김진웅   | 배영수   | 전병호          | 라이언          |
| 2004 | 배영수   | 권오준   | 호지스   | 김진웅          | 전병호          |
| 2005 | 배영수   | 하리칼라 | 전병호   | 바르가스        | 해크먼          |
| 2006 | 브라운   | 배영수   | 하리칼라 | 임동규          | 전병호          |
| 2007 | 브라운   | 매존     | 전병호   | 임창용          | 윌슨            |
| 2008 | 윤성환   | 배영수   | 전병호   | 이상목          | 오버뮬러        |
| 2009 | 윤성환   | 크루세타 | 나이트   | 차우찬          | 배영수          |
| 2010 | 장원삼   | 배영수   | 나이트   | 크루세타        | 윤성환          |
| 2011 | 윤성환   | 차우찬   | 장원삼   | 카도쿠라        | 배영수          |
| 2012 | 윤성환   | 배영수   | 장원삼   | 탈보트          | 고든            |
| 2013 | 윤성환   | 밴덴헐크 | 장원삼   | 배영수          | 로드리게스      |
| 2014 | 밴덴헐크 | 윤성환   | 마틴     | 장원삼          | 배영수          |
| 2015 | 윤성환   | 피가로   | 차우찬   | 클로이드        | 장원삼          |
| 2016 | 윤성환   | 차우찬   | 정인욱   | 김기태          | 플란데          |
| 2017 | 윤성환   | 백정현   | 페트릭   | 우규민          | 레나도          |
| 2018 | 아델만   | 보니야   | 백정현   | 양창섭          | 윤성환          |
| 2019 | 백정현   | 윤성환   | 맥과이어 | 원태인          | 헤일리          |
| 2020 | 뷰캐넌   | 최채흥   | 라이블리 | 원태인          | 허윤동          |
| 2021 | 백정현   | 원태인   | 뷰캐넌   | 최채흥          | 몽고메리        |
| 2022 | 수아레즈 | 뷰캐넌   | 원태인   | 백정현          | 황동재          |
| 2023 | 뷰캐넌   | 원태인   | 백정현   | 수아레즈        | 최채흥          |
| 2024 | 코너     | 원태인   | 레예스   | 이승현 (2002년) | 백정현          |
| 2025 | 후라도   | 원태인   | 가라비토 | 최원태          | 이승현 (2002년) |

#### 2군
| 연도 | 1선발  | 2선발  | 3선발  | 4선발  | 5선발  |
| ---- | ------ | ------ | ------ | ------ | ------ |
| 1990 | 주동욱 | 장길영 | 김인철 | 하효근 | 이상목 |
| 1991 | 이상범 | 이상훈 | 김인철 | 윤석환 | 허삼영 |
| 1992 | 이상훈 | 최현준 | 박철수 | 정윤수 | 곽채진 |
| 1993 | 김현욱 | 이용철 | 김승남 | 허삼영 | 김인철 |
| 1994 | 박종철 | 조문식 | 손영철 | 오봉옥 | 박영준 |
| 1995 | 허삼영 | 박종철 | 김종국 | 장형석 | 김승남 |
| 1996 | 정성훈 | 감병훈 | 최한림 | 김승남 | 신성필 |
| 1997 | 고재섭 | 감병훈 | 이정규 | 최한림 | 문남열 |
| 1998 | 정현욱 | 박태순 | 정성훈 | 장형석 | 이상훈 |
| 1999 | 조문식 | 감병훈 | 김인철 | 라형진 | 이설민 |
| 2000 | 이준호 | 조문식 | 이동은 | 이강철 | 배영수 |
| 2001 | 정성훈 | 이준호 | 이정호 | 서승원 | 최재호 |
| 2002 | 정성훈 | 문남열 | 노병오 | 이준호 | 권혁   |
| 2003 | 지승민 | 김문수 | 안지만 | 문남열 | 이정호 |
| 2004 | 임동규 | 권오원 | 라형진 | 김덕윤 | 김현수 |
| 2005 | 라형진 | 백준영 | 강유삼 | 최용호 | 김덕윤 |
| 2006 | 조현근 | 차우찬 | 채형직 | 백준영 | 김상수 |
| 2007 | 곽동훈 | 차우찬 | 백준영 | 김상수 | 이동걸 |
| 2008 | 김상수 | 곽동훈 | 김건필 | 이동걸 | 조진호 |
| 2009 | 정홍준 | 양지훈 | 이우선 | 임익현 | 조진호 |
| 2010 | 곽동훈 | 구자운 | 김진웅 | 정인욱 | 홍효의 |
| 2011 | 박민규 | 황수범 | 김기태 | 정인욱 | 김재우 |
| 2012 | 김기태 | 정인욱 | 황수범 | 이준형 | 김건한 |
| 2013 | 김기태 | 김건필 | 노진용 | 이현동 | 박상원 |
| 2014 | 임현준 | 노진용 | 이수민 | 김기태 | 이현동 |
| 2015 | 홍정우 | 안성무 | 김기태 | 박제윤 | 정인욱 |
| 2016 | 박민규 | 김성한 | 구준범 | 안성무 | 김주온 |
| 2017 | 황수범 | 안성무 | 김성한 | 최지광 | 문용익 |
| 2018 | 김기태 | 최채흥 | 김대우 | 최지광 | 정인욱 |
| 2019 | 박용민 | 이재익 | 정인욱 | 서장민 | 정광운 |
| 2020 | 이승민 | 한연욱 | 구준범 | 김성한 | 박용민 |
| 2021 | 허윤동 | 구준범 | 이승민 | 이수민 | 이재희 |
| 2022 | 이수민 | 최하늘 | 이재희 | 홍무원 | 허윤동 |
| 2023 | 최하늘 | 홍무원 | 허윤동 | 이호성 | 신정환 |
| 2024 | 김무신 | 김대호 | 이승민 | 홍무원 | 이호성 |

### 역대 마무리

#### 1군
| 1982          | 1983   | 1984   | 1985   | 1986   | 1987   |
| ------------- | ------ | ------ | ------ | ------ | ------ |
| 송진호        | 성낙수 | 황규봉 | 양일환 | 권영호 | 권영호 |
| 1988          | 1989   | 1990   | 1991   | 1992   | 1993   |
| 권영호        | 권영호 | 홍성연 | 김성길 | 김상엽 | 오봉옥 |
| 1994          | 1995   | 1996   | 1997   | 1998   | 1999   |
| 최한경        | 김태한 | 박충식 | 김태한 | 파라   | 임창용 |
| 2000          | 2001   | 2002   | 2003   | 2004   | 2005   |
| 임창용        | 리베라 | 노장진 | 노장진 | 임창용 | 오승환 |
| 2006          | 2007   | 2008   | 2009   | 2010   | 2011   |
| 오승환        | 오승환 | 오승환 | 오승환 | 안지만 | 오승환 |
| 2012          | 2013   | 2014   | 2015   | 2016   | 2017   |
| 오승환        | 오승환 | 임창용 | 임창용 | 심창민 | 장필준 |
| 2018          | 2019   | 2020   | 2021   | 2022   | 2023   |
| 심창민        | 우규민 | 오승환 | 오승환 | 오승환 | 오승환 |
| 2024          | 2025   | 2026   | 2027   | 2028   | 2029   |
| 김재윤 오승환 | 이호성 |        |        |        |        |

#### 2군
| 1990   | 1991            | 1992   | 1993   | 1994            | 1995   |
| ------ | --------------- | ------ | ------ | --------------- | ------ |
| 김성준 | 이주헌          | 허삼영 | 손영철 | 허삼영          | 안윤호 |
| 1996   | 1997            | 1998   | 1999   | 2000            | 2001   |
| 곽채진 | 장형석          | 김진웅 | 정성훈 | 라형진          | 전병호 |
| 2002   | 2003            | 2004   | 2005   | 2006            | 2007   |
| 정현욱 | 권혁            | 안지만 | 임동규 | 강희성          | 김문수 |
| 2008   | 2009            | 2010   | 2011   | 2012            | 2013   |
| 박성훈 | 곽동훈          | 김현우 | 임진우 | 이우선          | 김현우 |
| 2014   | 2015            | 2016   | 2017   | 2018            | 2019   |
| 이우선 | 권오준          | 김동호 | 김현우 | 이승현 (1991년) | 홍정우 |
| 2020   | 2021            | 2022   | 2023   | 2024            | 2025   |
| 이상민 | 이승현 (1991년) | 김승현 | 홍정우 | 홍정우          |        |

## 응원단
- 응원단장 : 1단장 : 김상헌, 2단장 : 이범형
- 치어리더 : 박소영(팀장), 박지영, 이규리, 문가은, 안해규, 박혜인, 이혜지, 장유빈, 정서연, 오서율, 강명비, 이윤슬, 신비

## 한국 프로 야구상 수상자
삼성 라이온즈는 한국 프로 야구 최우수 선수를 다섯 명(총 9회) 배출했다.
- 1983 이만수
- 1987 장효조
- 1993 김성래
- 1997 이승엽
- 1999 이승엽
- 2001 이승엽
- 2002 이승엽
- 2003 이승엽
- 2004 배영수

## 영구 결번
| 1B \| LF \| RF 양준혁 | 파일:KBO Retired Samsung 21.svg · 오승환 | C 이만수 | 1B 이승엽 |

삼성라이온즈의 영구 결번은 4개다.

## 1차지명 지역 연고
- 대구광역시 - 경북고등학교, 대구고등학교, 대구상원고등학교
- 포항시 - 포항제철고등학교
- 경주시 - 경주고등학교
- 강원도 - 강릉고등학교, 설악고등학교

## 역대 2차 드래프트 지명
2차 드래프트는 한국 야구 위원회에서 2년마다 11월 말에 개최되며, 타 팀에서 FA 신청 선수를 제외한 35명의 보호 선수에서 제외된 선수를 지명할 수 있다.

2018년 2차 드래프트부터 1~2년차 선수들은 자동 보호 되고, 군보류 선수들에 대한 자동 보호가 없어지도록 변경되었다.
| 연도 (드래프트 2021) | 1라운드                      | 2라운드                     | 3라운드                        |
| -------------------- | ---------------------------- | --------------------------- | ------------------------------ |
| 2012 (2011.11.22)    | 신용운 (KIA 타이거즈, 투수)  | 박근홍 (KIA 타이거즈, 투수) | 우병걸 (KIA 타이거즈, 투수)    |
| 2014 (2013.11.22)    | 이영욱 (SK 와이번스, 투수)   | 서동환 (두산 베어스, 투수)  | 차화준 (NC 다이노스, 내야수)   |
| 2016 (2015.11.27)    | 김응민 (두산 베어스, 포수)   | 나성용 (LG 트윈스, 외야수)  | 정광운 (한화 이글스, 투수)     |
| 2018 (2017.11.22)    | 이성곤 (두산 베어스, 외야수) | 손주인 (LG 트윈스, 내야수)  | 박세웅 (SK 와이번스, 투수)     |
| 2020 (2019.11.20)    | 노성호 (NC 다이노스, 투수)   | 봉민호 (SK 와이번스, 투수)  | X                              |
| 2024 (2023.11.22)    | 최성훈 (LG 트윈스, 투수)     | 양현 (키움 히어로즈, 투수)  | 전병우 (키움 히어로즈, 내야수) |

## 스폰서
삼성 라이온즈는 삼성그룹 계열사이기 때문에 다른 삼성 계열사와 관련된 스폰서가 많다. 2021년 기준으로 적용된 스폰서는 다음과 같다.
- 언더아머 - 유니폼, 춘·추점퍼 및 동계점퍼, 후드 플리스셔츠, 플리스셔츠, 윈드셔츠, 하계셔츠
- 삼성생명 - 유니폼 상의 좌측
- 삼성화재 - 유니폼 상의 우측
- 삼성SDS, 삼성물산 - 포수 프로텍터 중앙
- 대구대학교 - 유니폼 상위 우측 위